# Casteide-Candau
Casteide-Candau é uma comuna francesa na região administrativa da Nova Aquitânia, no departamento dos Pirenéus Atlânticos. Estende-se por uma área de 9,25 km². Em 2010 a comuna tinha 304 habitantes (densidade: 32,9 hab./km²).